# HD36955
HD36955 є хімічно пекулярною зорею спектрального класу
A2 й має видиму зоряну величину в смузі V приблизно  9,5.

## Пекулярний хімічний вміст
Зоряна атмосфера HD36955 має підвищений вміст 
Cr
.